# رونار کریستینسون
رونار کریستینسون (انگلیسی: Rúnar Kristinsson؛ زادهٔ ۵ سپتامبر ۱۹۶۹) یک بازیکن فوتبال اهل ایسلند است.
وی همچنین در تیم ملی فوتبال ایسلند بازی کرده است.